# Лиса Кади
Докторка Лиса Кади (енгл. Lisa Cuddy) је измишљени лик, протагониста Фоксове болничке серије Доктор Хаус који тумачи Лиса Еделстин.
Кади је по ужој специјалности ендокринолог, а ради као управник болнице Принстон - Плејнсборо (енгл. Princeton-Plainsboro Teaching Hospital).